# Wang Bing
Wang Bing (Xianxim, 17 de novembro de 1967) é um cineasta chinês.

## Estilo
A maioria dos filmes de Wang Bing podem ser descritos como Slow Cinema, o gênero cinematográfico de filmes de arte que usam a lentidão como recurso narrativo integrante da obra, muitas vezes com tendências minimalistas e observacionais. Os temas recorrentes nos filmes de Wang Bing são o abandono, a desesperança e as condições de vida de habitantes da China. Muitos de seus filmes têm tom documentarista, tendo foco nos relatos pessoais das pessoas retratadas no filme.